# Gran Premio motociclistico di Jugoslavia 1985
Il Gran Premio motociclistico di Jugoslavia 1985 fu la sesta gara del Motomondiale 1985. Si disputò il 16 giugno 1985 presso l'Automotodrom Grobnik, nei pressi di Fiume.
Si è gareggiato in tre classi, con le vittorie di Eddie Lawson nella classe 500, di Freddie Spencer nella classe 250 e di Stefan Dörflinger nella classe 80. L'Aprilia, con Loris Reggiani in classe 250, ottiene il suo primo podio nel contesto del motomondiale.
Mario Rademeyer, sudafricano, non ha potuto partecipare all'evento, poiché la Jugoslavia ha rotto i rapporti con il Sudafrica a causa dell'apartheid. La stessa cosa era accaduta ad Alan North nel 1977. Per lo stesso motivo, le mogli di Anton Mang e Patrick Fernandez non sono potute entrare nel Paese.

## Classe 500

### Arrivati al traguardo
| Pos | Pilota               | Moto         | Giri | Tempo     | Griglia | Punti |
| --- | -------------------- | ------------ | ---- | --------- | ------- | ----- |
| 1   | Eddie Lawson         | Yamaha       | 32   | 49:46.650 | 2       | 15    |
| 2   | Freddie Spencer      | Honda        | 32   | +21.760   | 1       | 12    |
| 3   | Wayne Gardner        | Honda        | 32   | +30.240   | 3       | 10    |
| 4   | Ron Haslam           | Honda        | 32   | +37.950   | 4       | 8     |
| 5   | Christian Sarron     | Yamaha       | 32   | +1:10.770 | 6       | 6     |
| 6   | Raymond Roche        | Yamaha       | 32   | +1:11.120 | 7       | 5     |
| 7   | Didier de Radiguès   | Honda        | 32   | +1:24.840 | 9       | 4     |
| 8   | Robert McElnea       | Heron-Suzuki | 32   | +1:25.310 | 10      | '7    |
| 9   | Gustav Reiner        | Bakker-Honda | 32   | +1:25.610 | 11      | 2     |
| 10  | Dave Petersen        | Honda        | 32   | +1:25.890 | 12      | 1     |
| 11  | Sito Pons            | Suzuki       | 31   | +1 giro   | 16      |       |
| 12  | Fabio Biliotti       | Honda        | 31   | +1 giro   | 18      |       |
| 13  | Eero Hyvärinen       | Honda        | 31   | +1 giro   | 13      |       |
| 14  | Boet van Dulmen      | Honda        | 31   | +1 giro   | 17      |       |
| 15  | Marco Lucchinelli    | Cagiva       | 31   | +1 giro   | 22      |       |
| 16  | Wolfgang von Muralt  | Suzuki       | 31   | +1 giro   | 19      |       |
| 17  | Christian Le Liard   | Honda        | 31   | +1 giro   | 20      |       |
| 18  | Armando Errico       | Honda        | 31   | +1 giro   | 25      |       |
| 19  | Marco Papa           | Suzuki       | 31   | +1 giro   | 24      |       |
| 20  | Dietmar Mayer        | Honda        | 30   | +2 giri   | 31      |       |
| 21  | Massimo Broccoli     | Paton        | 30   | +2 giri   | 29      |       |
| 22  | Massimo Messere      | Honda        | 30   | +2 giri   | 21      |       |
| 23  | Josef Ragginger      | Suzuki       | 29   | +3 giri   | 30      |       |
| 24  | Andreas Leuthe       | Suzuki       | 29   | +3 giri   | 35      |       |
| 25  | Dimitrios Papandreou | Yamaha       | 29   | +3 giri   | 36      |       |
| 26  | Josef Doppler        | Suzuki       | 29   | +3 giri   | 32      |       |
| 27  | Leandro Becheroni    | Suzuki       | 29   | +3 giri   | 26      |       |

### Ritirati
| Pilota            | Moto             | Giri | Motivo ritiro | Griglia |
| ----------------- | ---------------- | ---- | ------------- | ------- |
| Randy Mamola      | Honda            | 22   | Caduta        | 5       |
| Franco Uncini     | Suzuki           | 17   |               | 15      |
| Louis-Luc Maisto  | Honda            | 10   |               | 28      |
| Thierry Espié     | Chevallier-Honda | 6    |               | 22      |
| Bohumil Stasa     | Honda            | 1    |               | 33      |
| Pavol Dekanek     | Suzuki           | 1    |               | 34      |
| Takazumi Katayama | Honda            | 1    | Caduta        | 8       |

### Non partiti
| Pilota            | Moto  | Griglia |
| ----------------- | ----- | ------- |
| Karl Truchsess    | Honda | 14      |
| Alessandro Valesi | Honda | 27      |

## Classe 250

### Arrivati al traguardo
| Pos | Pilota                 | Moto              | Tempo     | Griglia | Punti |
| --- | ---------------------- | ----------------- | --------- | ------- | ----- |
| 1   | Freddie Spencer        | Honda             | 47:49.950 | 1       | 15    |
| 2   | Carlos Lavado          | Yamaha            | +4.760    | 2       | 12    |
| 3   | Loris Reggiani         | Aprilia           | +44.770   | 7       | 10    |
| 4   | Martin Wimmer          | Yamaha            | +45.230   | 3       | 8     |
| 5   | Siegfried Minich       | Yamaha            | +48.760   | 9       | 6     |
| 6   | Harald Eckl            | Juchem-Yamaha     | +1:08.850 | 10      | 5     |
| 7   | Reinhold Roth          | Juchem-Yamaha     | +1:09.110 | 5       | 4     |
| 8   | Pierre Bolle           | Parisienne        | +1:12.840 | 11      | 3     |
| 9   | Jacques Cornu          | Honda             | +1:17.870 | 22      | 2     |
| 10  | Jean-Louis Guignabodet | MIG-Rotax         | +1:22.270 | 24      | 1     |
| 11  | Jean-Michel Mattioli   | Yamaha            | +1:29.870 | 6       |       |
| 12  | Josef Hütter           | Bartol            | +1:33.080 | 17      |       |
| 13  | Jean-François Baldé    | Pernod            | +1 giro   | 23      |       |
| 14  | Jean Foray             | Chevallier-Yamaha | +1 giro   | 28      |       |
| 15  | Dominique Sarron       | Honda             | +1 giro   | 27      |       |
| 16  | Niall Mackenzie        | Armstrong         | +1 giro   | 30      |       |
| 17  | Jean-Luc Guillemet     | Yamaha            | +1 giro   | 29      |       |
| 18  | René Delaby            | Rotax             | +1 giro   | 25      |       |
| 19  | Roland Freymond        | Yamaha            | +1 giro   | 12      |       |
| 20  | Thomas Bacher          | Rotax             | +1 giro   | 31      |       |
| 21  | Hans Becker            | Yamaha            | +1 giro   | 32      |       |
| 22  | Michel Galbit          | Yamaha            | +1 giro   | 33      |       |
| 23  | Silo Habat             | Yamaha            | +1 giro   | 35      |       |
| 24  | Massimo Matteoni       | Honda             | +6 giri   | 21      |       |

### Ritirati
| Pilota            | Moto        | Motivo ritiro | Griglia |
| ----------------- | ----------- | ------------- | ------- |
| Carlos Cardús     | Cobas-Rotax | Caduta        | 8       |
| Hans Lindner      | Rotax       |               | 14      |
| Anton Mang        | Honda       |               | 4       |
| Donnie McLeod     | Armstrong   |               | 15      |
| Antonio Garcia    | Kobas       |               | 16      |
| Thierry Rapicault | Yamaha      | Caduta        | 26      |
| Patrick Fernandez | Cobas-Rotax |               | 34      |
| Alan Carter       | Honda       | Caduta        | 20      |
| Fausto Ricci      | Honda       |               | 13      |
| Juan Garriga      | Rotax       |               | 18      |
| August Auinger    | Bartol      |               | 19      |

### Non partiti
| Pilota       | Moto        |
| ------------ | ----------- |
| Guy Bertin   | Malanca     |
| Erich Klein  | Rotax       |
| Antonio Neto | Cobas-Rotax |

## Classe 80

### Arrivati al traguardo
| Pos | Pilota              | Moto         | Tempo     | Griglia | Punti |
| --- | ------------------- | ------------ | --------- | ------- | ----- |
| 1   | Stefan Dörflinger   | Krauser      | 31:36.800 | 1       | 15    |
| 2   | Jorge Martínez      | Derbi        | +1.500    | 2       | 12    |
| 3   | Manuel Herreros     | Derbi        | +32.840   | 3       | 10    |
| 4   | Gerhard Waibel      | Real-Seel    | +38.010   | 5       | 8     |
| 5   | Gerd Kafka          | Seel         | +48.310   | 8       | 6     |
| 6   | Rainer Kunz         | Ziegler      | +1:02.110 | 10      | 5     |
| 7   | Theo Timmer         | HuVo-Casal   | +1:12.490 | 6       | 4     |
| 8   | Ian McConnachie     | Krauser      | +1:16.210 | 4       | 3     |
| 9   | Henk van Kessel     | HuVo-Casal   | +1:16.210 | 13      | 2     |
| 10  | Paul Rimmelzwaan    | Harmsen      | +1:22.480 | 12      | 1     |
| 11  | Joachim Gali        | Derbi        | +1:42.870 | 11      |       |
| 12  | Günter Schirnhofer  | Krauser      | +1 giro   | 15      |       |
| 13  | Domingo Gil Blanco  | Autisa       | +1 giro   | 18      |       |
| 14  | Jaimie Lodge        | Krauser      | +1 giro   | 17      |       |
| 15  | Yanos Pintar        | Eberhardt    | +1 giro   | 14      |       |
| 16  | Giuliano Tabanelli  | BBFT         | +1 giro   | 19      |       |
| 17  | Salvatore Milano    | Casal        | +1 giro   | 20      |       |
| 18  | Mario Stocco        | Unimoto      | +1 giro   | 33      |       |
| 19  | Serge Julin         | Bakker-Casal | +1 giro   | 16      |       |
| 20  | Reinhard Koberstein | Seel         | +1 giro   | 27      |       |
| 21  | Zdravko Matulja     | Ziegler      | +1 giro   | 23      |       |
| 22  | Jean-Marc Velay     | GMV-Casal    | +1 giro   | 21      |       |
| 23  | Herri Torrontegui   | JJ-Cobas     | +1 giro   | 29      |       |
| 24  | Hans Koopman        | Ziegler      | +1 giro   | 26      |       |
| 25  | Reiner Koster       | Casal        | +1 giro   | 30      |       |
| 26  | Thomas Engl         | Esch         | +1 giro   | 34      |       |
| 27  | René Dünki          | Zündapp      | +2 giri   | 22      |       |
| 28  | Mika Sakari Komu    | Eberhardt    | +2 giri   | 36      |       |
| 29  | Miroslav Lesicki    | Severin      | +2 giri   | 35      |       |
| 30  | Johan Auer          | Eberhardt    | +2 giri   | 24      |       |

### Ritirati
| Pilota            | Moto       | Motivo ritiro | Griglia |
| ----------------- | ---------- | ------------- | ------- |
| Juan Ramón Bolart | Autisa     |               | 7       |
| Otto Machinek     | Hummel     |               | 28      |
| Richard Bay       | Maico      | Caduta        | 32      |
| Bernd Rossbach    | HuVo-Casal |               | 31      |
| Chris Baert       | Eberhardt  |               | 25      |
| Alojz Pavlič      | Seel       |               | 9       |